# عبد القادر بن قرينة
عبد القادر بن قرينة (ولد سنة 1962 في ورقلة بالجزائر) سياسي ونقابي جزائري ومترشح لرئاسة الجزائر في انتخابات 2019. حيث أودع ملف ترشحه يوم 24 أكتوبر 2019.
تقلد عدة مناصب في الحكومة الجزائرية أهمها: وزيرا للسياحة والصناعات التقليدية ونائب رئيس البرلمان. يرأس حركة البناء الوطني منذ سنة 2018.

## أهم المناصب التي تقلدها
تقلد عبد القادر بن قرينة عدة مناصب من أهمها:
- وزيرا للسياحة والصناعات التقليدية في 25 يونيو 1997 (حكومة إسماعيل حمداني).[13]
- رئيس حركة البناء الوطني.[15][16]
- عضو بالبرلمان لمدة 13 سنة.[17]
- نائب رئيس البرلمان.[18]
- عضو الأمانة العامة للمؤتمر القومي العربي.[19][20]
- عضو مؤسس في مؤتمر الأحزاب العربية.[18][21][22]
- أول رئيس اتحاد خبراء السياحة العرب - عضو مؤسس.[23][24]
- مديرا ولائيا للتشغيل والتكوين بولاية تمنراست.

## الترشح للرئاسيات

### انتخابات 18 أفريل/نيسان 2019
أعلن عبد القادر بن قرينة ترشحه للانتخابات الرئاسية 18 أفريل 2019 يوم الثلاثاء عن طريق بيان حزبه حركة البناء الوطني وأن الحزب سوف يتقدم لوزارة الداخلية من أجل سحب الأوراق الخاصة بجمع التوقيعات وفقا للدستور وقانون الانتخابات الجزائري.

### انتخابات 12 ديسمبر 2019
أعلن عبد القادر بن قرينة في 21 سبتمبر/أيلول 2019 عقب الاجتماع الجهوي لمجلس الشورى لحزب حركة البناء الوطني مع انعقاد اجتماعات جهوية بكل من وهران وقسنطينة والأغواط ترشحه شعبيا لرئاسة الجمهورية الجزائرية وذلك خلال مؤتمر صحفي صرح فيه: «...أُعلن أمامكم اليوم تقدمي للترشح لرئاسة الجمهورية في الاستحقاق الانتخابي المقرر يوم 12 ديسمبر 2019، وغايتي هي إحداث القطيعة مع الاستبداد والفساد ولأعيد الثقة بين الشعب ومؤسسات دولته...»